# Emil Abderhalden
Emil Abderhalden (Oberuzwil, 9 marzo 1877 – Zurigo, 5 agosto 1950) è stato un biochimico svizzero.

## Biografia
Al centro dei suoi studi furono gli amminoacidi e il metabolismo proteico. È noto per aver inventato nel 1912 un test (reazione di Abderhalden) per determinare la gravidanza in base alla presenza di proteine "estranee" nel sangue. Il test, però, si rivelò inaffidabile e fu sostituito nel 1928 dal test di Ascheim-Zondek.
All'epoca Abderhalden godeva di un alto prestigio e fu solo dopo la sua morte che divenne noto il carattere erroneo delle sue teorie. Abderhalden, infatti, aveva ipotizzato l'esistenza di Abwehrfermente ("enzimi di difesa"), ovvero proteasi stimolate dalla risposta immunologica. Questa teoria sembrò confermata da numerose osservazioni sperimentali fatte dai suoi collaboratori. Si scoprì però che tali verifiche furono eseguite scartando tutti i risultati negativi e procedendo fino ad arrivare a quelli positivi. Abderhalden era considerato in Germania il fondatore della biochimica ed era molto difficile fare un'indagine sul suo lavoro senza avere ripercussioni negative sulla carriera (come successe a Leonor Michaelis a metà degli anni dieci).
Più tardi le teorie di Abderhalden furono usate da alcuni scienziati nazisti, come Josef Mengele, per sviluppare un test al fine di individuare il sangue ariano da quello "non ariano".